# Israël Querido
Israël Querido (Amsterdam, 1º ottobre 1872 – Amsterdam, 5 agosto 1932) è stato uno scrittore olandese.

## Biografia
Israël Querido nacque in una famiglia ebrea sefardita olandese di origine portoghese, figlio terzogenito di Aron, tagliatore di diamanti, e di Ester Lopes Dias. Suo fratello Emanuel fu un noto editore, fondatore delle case editrici «Em. Querido's Uitgevers-MIJ N.V.» e «Querido Verlag».
Israël studiò in scuole private, ricevendo anche una buona educazione artistica (musica, arti figurative, letteratura). In gioventù intendeva dedicarsi alla musica (suonava il violino), all'arte orafa e alla narrativa (all'età di diciotto anni, iniziò a scrivere un romanzo, rimasto incompiuto, sul modello di quelli di Gustave Aimard). Attorno ai diciannove anni di età aprì una gioielleria, ma non ebbe successo. Venne assunto in giovane età come reporter dal settimanale progressista De Amsterdammer. Esordì in letteratura come poeta (Verzen [Versi] nel 1893; Gedichten [Poesie] nel 1894), opere ispirate alle composizioni di Herman Gorter e pubblicate con lo pseudonimo di Theo Reeder. In seguito si dedicò alla critica letteraria, dapprima sul De Kunstwereld, e quindi sul De Amsterdammer; le sue critiche, firmate J[oost] V[erbrughe], vennero poi pubblicate in volume. Ottenne successo come narratore con romanzi naturalistici, sul modello di Germinale di Zola, aventi per soggetto gli ambienti operai di Amsterdam: Levensgang ambientato fra i tagliatori di diamanti, Menschenwee ambientato fra i coltivatori floreali nel 1903. La sua opera più famosa è un ciclo di quattro romanzi di ambiente ebraico, De Jordaan [Il Giordano]. Nel 1927 fondò la rivista socialista Nu [Adesso]. Attorno al 1930 iniziò un ambizioso ciclo di romanzi avente per soggetto la storia della popolazione ebraica di Amsterdam, Het volks Gods [Il popolo di Dio]; ma non poté condurlo a termine: il 26 luglio 1932 fu ricoverato nella clinica Boerhaave di Amsterdam per un "disturbo nervoso", e pochi giorni dopo morì improvvisamente per problemi cardiaci.

## Opere (selezione)
- Levensgang [Ciclo vitale] (1901)
- Menschenwee[Dolore umano]  (1903)
- Zegepraal [Trionfo] (1904)
- Kunstenaarsleven [Vita di artista] (1906)
  - De Jordaan (1912)
  - Van Nes en Zeedijk (1914)
  - Manus Peet (1922)
  - Mooie Karel (1925)
- De oude waereld, het land van Zarathustra (1918-1921)